# 艾莉森·皮爾
艾莉森·皮爾（英語：Alison Pill，1985年11月27日—）是一位加拿大女演员，出演了《新闻编辑室》。她是一个童星，从12岁开始就出现在多部电影和电视剧中。她以成人角色出演是在电视剧The Book of Daniel (2006)中。同年，她在The Lieutenant of Inishmore (2006)中的表演获得了Tony Award for Best Featured Actress in a Play奖提名。

## 早年生活
皮爾在加拿大多倫多出生，父親是爱沙尼亚人，任職專業工程師。

## 外部連結
- 艾莉森·皮爾在互联网电影资料库（IMDb）上的資料（英文）
- Alison Pill profile in The New York Observer